# Куклев, Роман Павлович
Роман Павлович Куклев (1916—1945) — старшина Рабоче-крестьянской Красной Армии, участник Великой Отечественной войны, Герой Советского Союза (1945).

## Биография
Роман Куклев родился 23 июля 1916 года в деревне Десятское (ныне — Ивановский район Ивановской области). После окончания семи классов школы работал сначала счетоводом в колхозе, затем трактористом в машинно-тракторной станции. В 1937 году Куклев был призван на службу в Рабоче-крестьянскую Красную Армию. Участвовал в боях советско-финской войны. Демобилизовавшись, работал судебным исполнителем в городе Кохма. В конце 1941 года Куклев повторно был призван в армию и направлен на фронт Великой Отечественной войны. В одном из боёв был ранен.
К январю 1945 года гвардии старшина Роман Куклев был старшим механиком-водителем танка 34-го отдельного гвардейского тяжёлого танкового полка 8-й гвардейской армии 1-го Белорусского фронта. Отличился во время освобождения Польши. 15 января 1945 года экипаж Куклева участвовал в прорыве немецкой обороны под Радомом в районе населённого пункта Бервце. В том бою он уничтожил 1 танк и несколько огневых точек противника, но и сам был подбит. Несмотря на возгорание в танке и выбытие из строя всего экипажа, Куклев продолжал сражаться, погибнув в бою. Похоронен в Радоме.
Указом Президиума Верховного Совета СССР от 24 марта 1945 года за «образцовое выполнение боевых заданий командования на фронте борьбы с немецкими захватчиками и проявленные при этом мужество и героизм» гвардии старшина Роман Куклев посмертно был удостоен высокого звания Героя Советского Союза. Также был награждён орденами Ленина, Красной Звезды, двумя медалями «За отвагу».

## Память
В честь Романа Куклева названа улица в Кохме.